# Natik Hashim
Natik Hashim Abid-Aoun, född 15 januari 1960 i Bagdad i Irak, död 26 september 2004 i Muskat i Oman, var en irakisk fotbollsspelare (mittfältare). Hashim spelade 90 landskamper för Iraks landslag och var med i VM 1986. Han deltog även vid OS 1984 och OS 1988.